# (15890) Prachatice
(15890) Prachatice (1997 GY) – planetoida z pasa głównego asteroid okrążająca Słońce w ciągu 3,14 lat w średniej odległości 2,14 j.a. Odkryta 3 kwietnia 1997 roku.